# Toupta Boguena
Toupta Boguena, morte le 4 août 2021 en Tunisie est une scientifique et femme politique tchadienne. Elle a été ministre de la Santé publique du Tchad entre 2010 et 2011. En 2016, elle est secrétaire exécutive de l'Autorité du Bassin du Niger avant d'être remplacée par son compatriote Abderahim Bremé Hamit.